# Американская чёрная катарта
Американская чёрная катарта, или урубу́, или американский чёрный гриф (лат. Coragyps atratus), — вид птиц семейства американских грифов. Единственный представитель рода Coragyps. Обитают в тёплом умеренном и тропическом климате Северной и Южной Америки.

## Описание

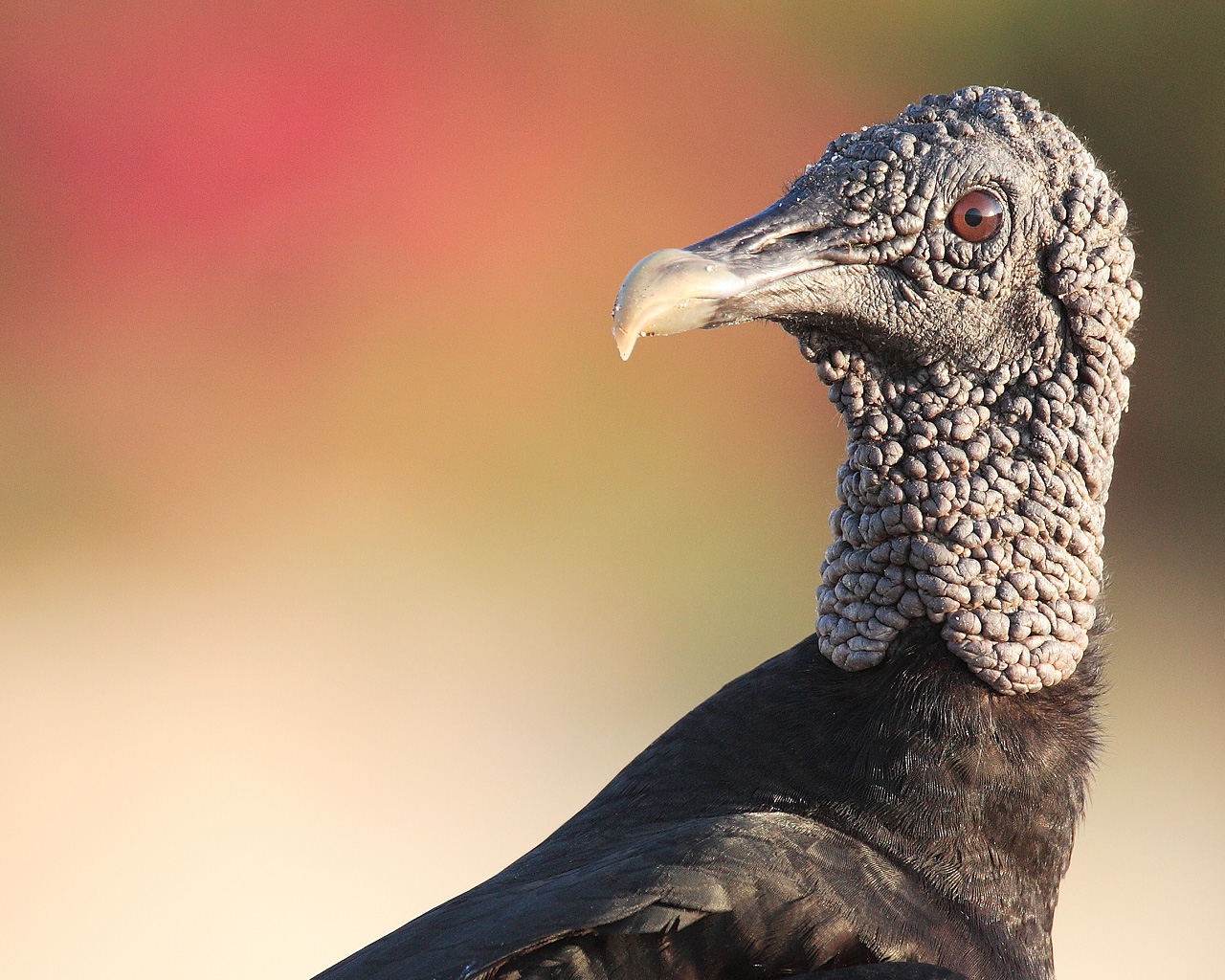
Голова крупным планом

Американская чёрная катарта достигает длины 50—69 см и и массы от 1,6 до 2,2 кг; размах крыльев 137—152 см. Оперение большей части тела чёрное, за исключением нижней части маховых перьев крыльев, на которых имеются большие белые пятна. На голове и верхней части шеи перья отсутствуют, кожа в этом месте выглядит сильно сморщенной, тёмно-серого цвета. Клюв длинный, относительно слабый, тёмный, на конце загнут вниз. Крылья широкие, длинные. Ноги толстые, тёмно-серые, приспособлены скорее для бега по земле, чем для сидения на ветке. Хвост короткий, клинообразный. В полёте плавно парит в небе. Половой диморфизм не выражен, то есть самки внешне не отличаются от самцов. Молодые особи морфологически похожи на более зрелых птиц.

## Распространение
Вид распространён на большой территории Северной и Южной Америки, северная граница ареала проходит на юге Канады. Северные популяции в зимнее время мигрируют на юг.
Предпочитает открытые пространства, старается избегать лесные массивы с густой растительностью. Их можно встретить на открытых низменностях с прилегающими холмами, полях, пустынных территориях, свалках и в черте города.

## Размножение
Урубу является моногамной птицей, то есть самец ухаживает только за одной самкой. Период размножения длится с января по июль, с пиком активности в марте и апреле, за сезон бывает только один выводок. Ухаживание может включать в себя погоню друг за другом, высокое парение в воздухе с последующим спиральным приземлением и брачные танцы на земле. Яйца откладываются в дуплах деревьев или расщелинах пней на высоте 3-4.5 м над уровнем земли, на дне неглубоких пещер, на краю обрывов, на земле под толстым слоем растительности, под камнями, в пустотах поваленных деревьев, в заброшенных сельскохозяйственных строениях, в щелях домов. Специальное гнездо не строится. Одно и то же место для кладки яиц может использоваться в течение нескольких лет.
Обычно самка откладывает 1—3 (чаще всего 2) яйца. Инкубационный период длится 37—55 дней  (по другим данным, 32—41 день ), после чего появляются покрытые пухом птенцы. Оба родителя участвуют в насиживании и кормлении птенцов, отрыгивая им принесённую пищу. Полное оперение молодых птиц наступает через 63-70 дней. В условиях содержания в неволе у грифа-урубу и грифа-индейки иногда может появиться смешанное потомство.

## Образ жизни
Полёт у урубу короткий, состоящий из нескольких взмахов крыльями, за которыми следует недолгое планирование в воздухе, однако считается, что он летает выше и дольше, чем родственный ему гриф-индейка. На земле прыгают подобно неуклюжим курицам.
Питается он падалью, во время охоты, которая чаще всего происходит во второй половине дня, парит в восходящих лучах тёплого воздуха, высматривая жертву на поверхности земли. При приближении к останкам животного ведёт себя агрессивно по отношению к другим находящимся поблизости птицам, и успешно их прогоняет, особенно грифа-индейку. При приближении опасности во время приёма пищи отрыгивает её обратно, чтобы иметь возможность легко улететь.
Урубу считаются тихими птицами, при дележе пищи иногда издают звуки, напоминающие шипение, хрюканье или негромкое лаяние. Является высоко общественной птицей, сбиваясь в большие стаи во время охоты или ночлега. Легко адаптируется к присутствию человека, часто появляясь в общественных местах.

## Питание
Урубу питаются падалью и могут искать себе пропитание в районе свалок, скотобоен, канализационных сетей и вдоль шоссейных дорог. Иногда они охотятся за птенцами цапель, голубей и домашних уток, также употребляя в пищу их яйца. Могут нападать на новорожденных телят, мелких птиц и некрупных млекопитающих (скунсов, опоссумов), молодых черепах. Иногда едят спелые или гнилые плоды растений и овощи. В выборе пищи малоразборчивы.